# João Lamego Netto
João Lamego Netto (Faria Lemos, 15 de abril de 1922 - Ipatinga, 6 de abril de 2011) foi um político brasileiro, prefeito do município de Ipatinga de 1977 a 1982 e Deputado Estadual de 1987 a 1990.

De sua cidade natal saiu ainda pequeno para morar no Rio de Janeiro. Mudou-se para Ipatinga em 21 de outubro de 1949 onde abriu a primeira farmácia da cidade, a farmácia Santa Terezinha, localizada na antiga Rua do Comércio (atual Avenida 28 de Abril).
Se tornou vice-prefeito de Fernando Santos Coura pelo PTB na primeira eleição realizada na cidade, em 1965, pleito em que derrotou pela primeira vez Jamill Selim de Sales, seu grande rival político até que ocorresse a ascensão do PT em 1988.
De acordo com boletim médico divulgado pelo hospital Márcio Cunha, João Lamego Netto, que completaria 89 anos no dia 15 de abril, internou-se no Hospital no dia 31 de março com quadro de Infecção Generalizada (Septicemia), a partir de infecção urinária. O paciente foi transferido à UTI no dia 1º de abril para tratamento intensivo, em virtude da gravidade do quadro. Recebeu tratamento médico hospitalar indicado, porém, evoluiu desfavoravelmente e veio a óbito às 7h do dia 6 de abril de 2011.